# Kamel Djahmoune
Kamel Djahmoune (en árabe: كمال جحمون‎), El Affroun, Argelia francesa, 16 de junio de 1961) es un exfutbolista y entrenador de fútbol de Argelia que jugaba en la posición de centrocampista.

## Carrera

### Club
| Periodo   | Club                |
| --------- | ------------------- |
| 1980-1984 | NCB El Affroun      |
| 1984-1987 | USM Blida           |
| 1987-1989 | MC Alger            |
| 1989-1990 | FC Metz             |
| 1989-1990 | → FC Didji (cedido) |
| 1990-1991 | NCB El Affroun      |
| 1991-1994 | CR Belouizdad       |
| 1994-1997 | Olympique de Médéa  |
| 1997-1998 | IRB Hadjout         |
| 1998-1999 | CA Aïn Defla        |

### Selección nacional
Jugó para Argelia en 16 ocasiones de 1986 a 1988 y anotó cuatro goles. Su debut fue el 14 de noviembre de 1986 en una victoria por 2-1 ante Costa de Marfil y participó en la Copa Africana de Naciones 1988.

### Entrenador
| Periodo   | Club               |
| --------- | ------------------ |
| 1998-1999 | CA Aïn Defla       |
| 1999-1999 | CRB Bouharoun      |
| 1999-2000 | Olympique de Médéa |
| 2001-2002 | ES Berrouaghia     |
| 2003-2005 | NCB El Affroun     |
| 2018-2019 | MS Cherchel        |